# Валлерано
Валлерано (італ. Vallerano) — муніципалітет в Італії, у регіоні Лаціо,  провінція Вітербо.
Валлерано розташоване на відстані близько 60 км на північ від Рима, 14 км на схід від Вітербо.
Населення — 2621 особа (2014).
Щорічний фестиваль відбувається 8 травня. Покровитель — святий Віктор.

## Демографія
Населення за роками:

Станом на 1 січня 2023 року в муніципалітеті офіційно проживало 159 іноземців з 26 країн, серед них 97 громадян країн Євросоюзу та 5 громадян України.

## Сусідні муніципалітети
- Канепіна
- Капрарола
- Карбоньяно
- Фабрика-ді-Рома
- Соріано-нель-Чиміно
- Віньянелло

## Персоналії
- Джованні Марія Наніно — пізньоренесансовий композитор
- Джованні Бернардіно Наніно — пізньоренесансовий композитор та викладач музики, брат попереднього
- Паоло Аґостіні — ранньобароковий композитор та органіст, учень братів Наніно